# 洹北街道
洹北街道，是中华人民共和国河南省安陽市北关区下辖的一个乡镇级行政单位。

## 行政区划
洹北街道下辖以下地区：
胜利路社区、花南巷社区、洹北社区和滨河社区。